# 大怪獸格鬥
大怪兽格斗是由《大怪兽格斗 ULTRA MONSTERS》游戏衍生出的系列作品。

## 世界观
时间为人类步入宇宙时代的近未来，原文中表述为“怪兽灭绝的半个世纪以后”，怪兽在地球上已经全部灭绝殆尽并成为历史名词。现在，人类为探求更丰富的资源，穿梭于宇宙的尽头。实际上《大怪兽格斗》的世界是融合了之前奥特曼系列所有作品的多元世界（其中包括了迪迦·奥特曼与戴拿·奥特曼的世界）。这个近未来，是奥特系列的近未来。这其中的所有事件、人物都被一股巨大的力量穿在了同一条时间轴上，这股力量就是“Galaxy Crisis”。 
Galaxy Crisis即银河危机，是一个名为雷布拉德星人的神秘宇宙人，为了选择复活用的肉体容器，用四次元怪兽布鲁顿制造的次元大跳跃，将原本不相干的世界在这一刻融为一体。“怪兽”这一历史名词也再次成为了现实，而宇宙中一个个星球也在其魔爪下变成了怪兽无法无天的地带，所以《大怪兽格斗》的世界既独立，又与历代作品产生联系。

## 名词
究极生命体雷布拉德星人
连亚波人和希波利特星人都畏惧的全知全能的宇宙人。数万年前曾统治宇宙。与安培拉星人和朱达（宙达）并列为宇宙侵略势力的支配者。
虽然肉体在数百年前就已消亡，但精神依然存在。仅凭精神体就可将初代·奥特曼石化。
雷奥尼克斯
觉醒了身体中雷布拉德星人的遗传基因，并能使用格斗仪操纵怪兽的能力者统称（《超级银河大怪兽格斗》中的雷就是获得遗传基因而诞生的雷奥尼克斯，而贝利亚·奥特曼是被雷布拉德星人的精神所沾染而诞生的雷奥尼克斯）。每一个存在文明的星球上都有可能会诞生雷奥尼克斯
雷奥尼克斯们的天性就是战斗，一旦他们发怒或者是被刺激，都有可能发狂暴走。
已知真人作品中的雷奥尼克斯种类
地球人
雷/雷蒙
凯特
匹特星人
霍克星人
嘎次星人
泽朗星人
纳克尔星人
梅特隆星人
巴巴尔星人
美菲拉斯星人
帝国星人（坦佩拉星人）
达达
杰顿星人
雷弗莱特星人
基尔星人
格兰德
格兰德的姐姐
奥特曼
贝利亚·奥特曼
格斗仪
雷奥尼克斯持有的用来操纵怪兽的工具，可将怪兽数据化收容及实体化显现。并非纯粹的机器，而是机械与有机物混合的神秘道具，相当于是雷奥尼克斯的资格证明。

## ZAP SPACY
全称“Zata Astromical Pioneers Spacy”的缩写。近未来，地球上怪兽都灭绝了。在宇宙开拓时代为开采丰富的宇宙资源及行星开发等空间任务而成立的宇宙规模的组织。在多个行星上拥有分支机构。

## 作品列表
- 《大怪兽格斗 ULTRA MONSTERS》

卡牌游戏。
- 《超级银河大怪兽格斗》

电视剧。
- 《大怪兽格斗 奥特冒险》

《大怪兽格斗 ULTRA MONSTERS》的漫画版。描述的是《超级银河大怪兽格斗》半世纪后的世界。
- 《超级银河大怪兽格斗 NEVER ENDING ODYSSEY》

电视剧。《超级银河大怪兽格斗》的续集。
- 《梦比优斯奥特曼外传 亡灵复活》

OVA作品。《大怪兽格斗 超银河传说 THE MOVIE》的前传。
- 《大怪兽格斗 超银河传说 THE MOVIE》

电影。《超级银河大怪兽格斗 NEVER ENDING ODYSSEY》的续集。
- 《大怪兽格斗 终极格斗场》

Wii平台游戏。
- 《超银河传说外传 赛罗VS黑暗赛罗》

OVA作品。《大怪兽格斗 超银河传说 THE MOVIE》的后传，《赛罗·奥特曼 THE MOVIE 超决战！贝利亚银河帝国》的前传。
- 《赛罗·奥特曼 THE MOVIE 超决战！贝利亚银河帝国》

电影。《大怪兽格斗 超银河传说 THE MOVIE》的续集。
- 《赛罗·奥特曼外传 灭星杀手》

OVA作品。《赛罗·奥特曼 THE MOVIE 超决战！贝利亚银河帝国》的后传。
- 《奥特曼传奇》

电影。《赛罗·奥特曼外传 灭星杀手》是本作的前传作品。
- 《赛罗·奥特曼格斗》

动作片。《奥特曼传奇》的后传。

## 相關項目
- 特攝
- 圓谷製作

## 外部連結
大怪兽战斗系列入门指北（页面存档备份，存于）